# Белоногов, Аркадий Андреевич
Аркадий Андреевич Белоногов (1865—?) — русский  военный деятель, полковник  (1914). Герой Первой мировой войны, участник Русско-японской войны.

## Биография
Общее образование получил в Псковском кадетском корпусе. В службу вступил в 1885 году, в 1886 году после окончания Константиновского военного училища произведён в подпоручики. В 1890 году произведён в поручики, в 1895 году в штабс-капитаны, в 1900 году в капитаны.
С 1904 года участник Русско-японской войны, в 1905 году подполковник, командир 3-й батареи 6-й Восточно-Сибирской артиллерийской бригады. За боевые отличия в этой войне был награждён орденами Святого Станислава 2-й степени с мечами, Святой Анны 2-й степени с мечами и Святого Владимира 4-й степени с мечами и бантом.
С 1907 года командир 6-й батареи 27-й артиллерийской бригады. С 1914 года участник Первой мировой войны, полковник — командир  2-го дивизиона 27-й артиллерийской бригады. 16 мая 1915 года попал в плен при окружении 20-го армейского корпуса в Августовских лесах.
Высочайшим приказом от 10 июня 1915 года за храбрость награждён Георгиевским оружием :
Командиру 2-го дивизиона 27-й артиллерийской бригады Аркадию Белоногову за то, что в бою 25-го октября 1914 года, под Керштупеном, командуя дивизионом, в течение всего боя, находился на наблюдательным пунктом под фронтальным, а потом и фланговым шрапнельным и ружейным огнём. При перемене фронта нашей пехоты, наблюдательный пункт оказался в стрелковой цепи. Всё время боя, подвергаясь явной опасности, управлял своим дивизионом и дал возможность пехоте удержать охваченные с двух сторон позиции и отбил атаки, в том числе и веденную на батареи

## Награды
- Орден Святого Станислава 2-й степени с мечами (ВП 1904)
- Орден Святой Анны 2-й степени с мечами (ВП 1905)
- Орден Святого Владимира 4-й степени с мечами и бантом (ВП 1905)
- Георгиевское оружие (ВП 10.06.1915)